# 이탁 (1889년)
이탁(李鐸, 1889년 3월 18일 ~ 1930년 5월 17일)은 대한민국의 독립운동가이다. 자는 태연(跆然). 호는 동우(東愚·東禹). 본명은 제용(濟鏞). 일명 동우(東雨)·춘우(春雨). 평안남도 평원 출신이다.

## 생애
평안남도 평원에서 대지주 이용규(李龍奎)의 아들로 태어났다.

### 유하현으로 가다
평양 대성학교(大成學校)에 재학 중 신민회에 가입하였으며, 1909년 신민회 특사로 남만주 일대의 독립군기지를 물색하였다. 1910년 만주 유하현(柳河縣)에서 이시영(李始榮) 등을 도와 신흥강습소 설립에 참여하였다. 1911년에는 고향의 가산을 정리하여 독립군 자금으로 썼다. 1912년 신흥학교유지회(新興學校維持會)를 조직하여 신흥학교 운영기금을 모금했으며, 1913년 유하현에 있는 일신학교(日新學校) 교장이 되었다.

### 무장독립투쟁
1917년 체포된 의병장 이진룡(李鎭龍)의 휘하들을 모아 독립군부대로 재편하였다. 1919년 매국 7적을 주살하기 위한 ‘27결사대’대장으로 서울에 와서 3월 고종의 국장행렬이 지나갈 때 매국노를 사살하려 하였으나 실패하고 7적 성토문과 격문만 배포한 뒤 만주로 돌아갔다. 1919년 한족회(韓族會)의 간부로서 11월 59개 단체가 모여 관전현(寬甸縣)에서 결성한 대한청년단연합회의 교육부장이 되었다. 1920년 6월 광복군총영(光復軍總營)을 결성하고 참모장이 되어 국내에 대원들을 침투시키고 일제 경찰과 친일 주구 사살과 일제기관 폭파를 계획하고 지도하였다.

### 외교적 노력
1920년 6월에는 대한민국임시정부의 동삼성 외교위원부(東三省外交委員部) 위원장이 되었다. 7월 미국 의원단이 조선에 온다는 소식을 듣고 광복군총영의 오동진(吳東振)과 협의, 3개 결사대를 국내에 보내 미국 의원들에게 항일무장투쟁 의지를 과시하였다. 그러나 파견된 동지들이 붙잡힘에 따라 1921년 1월 경성지방법원에서 궐석재판으로 징역 12년을 선고받았다. 1921년 신익희(申翼熙) 등과 한중호조사(韓中互助社)를 조직하고, 문서과 부주임이 되어 한.중 양국의 공동 투쟁을 위해 노력하였다.

### 노선 통합 노력
1922년 2월 상해 대한적십자사 감사가 되었다. 7월 국민대표대회주비회(國民代表大會籌備會) 서기로 임명되어 평안남도 대표로 참석해 재정위원장에 선출되었다. 그러나 대표들 간 의견이 대립되자 대표자들로 시사책진회(時事策進會)를 조직하는 등으로 노력하였다. 1926년 만주 길림성(吉林省)으로 가서 재만 한국인의 생활 안정을 위해 토지를 구입하고, 개간사업을 하기도 하였다. 또한 재만 독립운동 단체들을 통합하자는 3부통일안(三府統一案)을 실현하기 위해 노력하였다. 1929년 상해 대한민국임시정부 임시의정원의 만주, 간도지방 대표로 선임되었다.

## 사후
- 대한민국 정부는 그의 공헌을 기리기 위해 1963년 건국훈장 독립장을 추서하였다.